# Ottilie Stainer
Ottilie Stainer (* 28. August 1880 in Wien, Österreich; † 18. Januar 1953 in Innsbruck, Österreich) war eine österreichische Vereinsfunktionärin und Parteigründerin. Sie setzte sich in ihren Tätigkeiten emanzipatorisch für Frauen ein.

## Privatleben
Ottilie Stainer wurde 1880 in eine Offiziersfamilie hineingeboren. Sie war die Tochter von Karl von Hosp, der als Feldmarschall-Leutnant und Sektionschef im Kriegsministerium tätig war. Ihre Schulbildung bestritt Ottilie Stainer in einem Mädchenlyzeum in Wien, wo sie die Matura absolvierte. Daraufhin folgte eine Ausbildung im Ausland sowie Kurse, die sie in Frauenrechten und im Frauenfürsorgewesen weiterbildeten und somit die Grundlage für ihre Tätigkeit als Vereinsfunktionärin schufen. Im Jahr 1899 heiratete sie Helmut Stainer, einen Kaiserjägeroberleutnant (später: Kaiserjägeroberstleutnant). Gemeinsam bekamen sie einen Sohn, Harald Stainer.

## Funktionen und Mitgliedschaften
Ottilie Stainer war in der Arbeiterwohlfahrt und im Patriotischen Frauenverein (später: Frauenhilfsverein vom Roten Kreuz) tätig. Dieser Verein machte es sich zur Aufgabe, Bedarf für Krankenhäuser und Lazarette bereitzustellen, sowie Krankenpfleger und Krankenpflegerinnen auszubilden. Diese Tätigkeiten führte Ottilie Stainer jeweils an den Einsatzorten ihres Mannes aus. Ab 1916 hatte sie einen festen Wohnsitz in Innsbruck, wo sie 1920 zur Präsidentin des Frauenhilfsvereins vom Roten Kreuz wurde. Darüber hinaus war Stainer in der Vereinigung arbeitender Frauen in Innsbruck und weiteren caritativ-sozialen Einrichtungen tätig. Gemeinsam mit Marianne Hainisch ist Ottilie Stainer zudem eine der Mitbegründerinnen der Frauenpartei, die bei den Gemeinderatswahlen in Innsbruck im Jahr 1931 kandidierte. Die Partei erhielt 726 Stimmen, die für den Einzug in den Gemeinderat allerdings nicht ausreichten. Nachdem dem „Anschluss“ Österreichs an das nationalsozialistische Deutschland zog sich Ottilie Stainer in ihr Privatleben zurück.